# エルンスト・ツア・リッペ＝ビースターフェルト

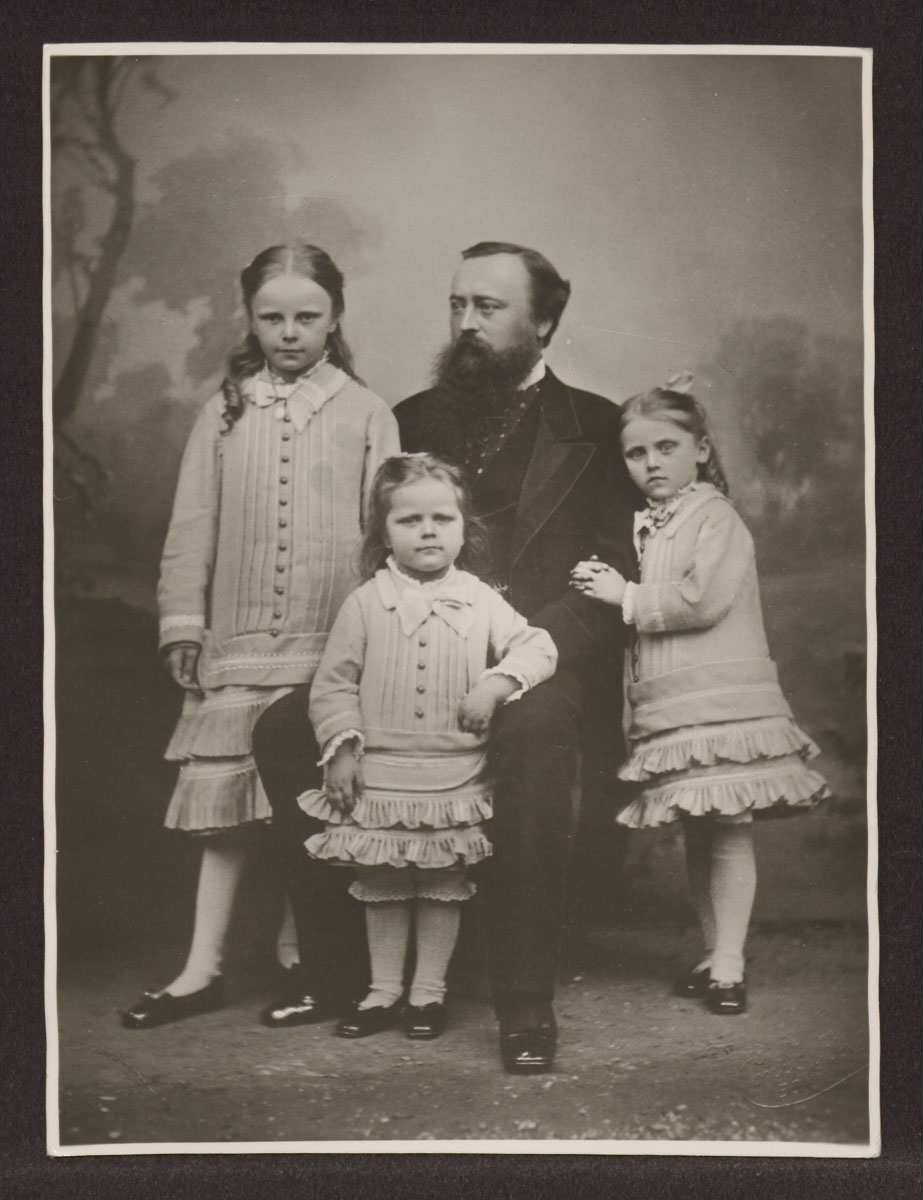
エルンストと3人の娘たち

エルンスト・ツア・リッペ＝ビースターフェルト（Ernst zur Lippe-Biesterfeld, 1842年6月9日 - 1904年9月26日）は、ドイツのシュタンデスヘルで、リッペ侯国の摂政（在任1897年 - 1904年）。リッペ侯位継承問題の中心人物として知られる。また、オランダ女王ユリアナの夫君ベルンハルト王子の祖父にあたる。

## 生涯
リッペ＝ビースターフェルト伯ユリウスとその妻のアーデルハイト・クロティルデ・ツー・カステル＝カステルの間の長男として生まれた。全名はエルンスト・カジミール・フリードリヒ・カール・エーバーハルト（Ernst Kasimir Friedrich Karl Eberhard）。1884年にリッペ＝ビースターフェルト伯家の当主となった。
1895年にリッペ侯ヴォルデマールが子供のないまま死ぬと、リッペ侯国を治めるリッペ＝デトモルト家の断絶は確定的となった。後を継いだ弟のアレクサンダーは精神を病み、既に1871年に禁治産と統治不能の宣告を受けていた。
リッペ侯位の継承権は、ドイツ帝国内の独立領邦の地位を保っていたシャウムブルク＝リッペ侯家（Schaumburg-Lippe）、陪臣となっていたリッペ＝ビースターフェルト伯家およびリッペ＝ヴァイセンフェルト伯家の3つの分家の間で争われた。リッペ家（Haus Lippe）の家内法に則れば、首位の継承者はリッペ＝ビースターフェルト家のエルンストだった。ところがヴォルデマールはエルンストを個人的に嫌っており、また領国を現在も統治者の地位を保っている家系に譲るべきだという考えもあって、シャウムブルク＝リッペ家と密約を結んだ。そして、ドイツ皇帝ヴィルヘルム2世の妹ヴィクトリアを妻とするシャウムブルク＝リッペ侯子アドルフを侯位継承者に指名したのである。
このとき、ヴォルデマールは家内法に明記されている対等結婚の規定を持ち出し、これに照らし合わせると、リッペ＝ビースターフェルト家は継承権者から除外されると主張した。エルンストの祖父ヴィルヘルム・エルンストの妻のモデステ・フォン・ウンルー（Modeste von Unruh）が下級貴族の出であり、ヴォルデマールはこの結婚を対等結婚とは認められないと判断した。しかしヴォルデマールの意思に基づいた摂政法はリッペ侯国議会に否決されたため、リッペ侯国の摂政も継承者も決まらないままになった。そこでヴォルデマールは遺言状でアドルフを後継者に指名した。皇帝ヴィルヘルム2世が義弟を支持して侯国の継承問題に介入すると、この問題は国際的な注目を浴びるようになった。
1895年、ヴォルデマールの死後に摂政に就任していたアドルフと侯国議会の間で、取り決めがなされた。アドルフはこの継承問題に関する外部の仲裁者の決定に従うこと、そして決定が下るまでアドルフが摂政を務めることが決まった。1897年6月22日、ザクセン王アルベルトを委員長とするリッペ侯国継承問題の仲裁委員会は、リッペ侯国の継承者にエルンストを指名した。
この継承問題は、皇帝ヴィルヘルム2世と時のドイツ帝国宰相であったホーエンローエ＝シリングスフュルスト侯クロートヴィヒとの関係を一時的にせよ悪化させた。ヴィルヘルム2世が義弟のアドルフを推したのに対し、ホーエンローエはエルンストを推したが、ホーエンローエがエルンストを支持したのは彼が本来の相続人だったためばかりでなく、エルンストの母親と従姉弟同士という血縁関係だったこともその理由だった。

## 子女
1869年9月16日、ヴァルテンスレーベン女伯カロリーネ（1844年 - 1905年）と結婚し、間に6人の子女をもうけた。
- アーデルハイト・カロリーネ・マティルデ・エミーリエ・アグネス・イーダ・ゾフィー（英語版）（1870年 - 1948年）- 1889年、ザクセン＝マイニンゲン公子フリードリヒと結婚
- レオポルト・ユリウス・ベルンハルト・アーダルベルト・オットー・カール・グスタフ（1871年 - 1949年）- リッペ侯
- ベルンハルト・カジミール・フリードリヒ・グスタフ・ハインリヒ・ヴィルヘルム・エドゥアルト（1872年 - 1934年）- オランダ王配ベルンハルトの父
- ユリウス・エルンスト・ルドルフ・フリードリヒ・フランツ・ヴィクトル（ドイツ語版）（1873年 - 1952年）- 1914年、メクレンブルク＝シュトレーリッツ大公女マリーと結婚
- カロラ・エリーザベト・アルヴィーネ・アウグステ・キーダ・レオノーレ・アンナ（1873年 - 1958年）
- マティルデ・エンマ・ヘルミーネ・アンナ・ミンナ・ヨハンナ（1875年 - 1907年）